# Сорокино (Пестовский район)
Сорокино — деревня в Пестовском муниципальном районе Новгородской области. Входит в состав Богословского сельского поселения.
Площадь территории деревни — 24,3 га.
Сорокино находится на высоте 162 м над уровнем моря, в 3,5 км к востоку от посёлка при станции Абросово.

## История
В списке населённых мест Устюженского уезда Новгородской губернии за 1909 год деревня Сорокино, а также усадьба Сорокино и Сорокинская мельница указаны, как относящиеяся к Кирво-Климовской волости (2 стана 2 земельного участка). Население деревни Сорокино, что была тогда на земле Сорокинского сельского общества — 144 жителя: мужчин — 75, женщин — 69, число жилых строений — 40, имелись врач, часовня, хлебозапасный магазин и мелочная лавка. В усадьбе Сорокино действительного статского советника Е. И. Гирса действовал сыроваренный завод принадлежащей его жене, в усадьбе проживали 13 человек (мужчин — 7, женщин — 6), там было 4 жилых строения, на Сорокинской мельнице Е. И. Гирса проживали — 3 человека. Затем с 10 июня 1918 года до 31 июля 1927 года в составе Устюженского уезда Череповецкой губернии, затем в составе Горского сельсовета Пестовского района Череповецкого округа Ленинградской области. Население деревни в 1928 году — 181 человек. В ноябре 1928 года Горский сельсовет был переименован в Сорокинский. По постановлению ЦИК и СНК СССР от 23 июля 1930 года Череповецкий округ был упразднён, а район перешёл в прямое подчинение Леноблисполкому. По Указу Президиума Верховного Совета СССР от 5 июля 1944 года Пестовский район был передан из Ленинградской области во вновь образованную Новгородскую область. Решением Новгородского облисполкома от 28 марта 1977 г. № 157 Сорокинский сельсовет был упразднён, а Сорокино вошло в состав Тарасовского сельсовета с центром деревне Тарасово, а затем решением Новгородского облисполкома от 29 мая 1979 г. № 199 центр Тарасовского сельсовета был перенесен в деревню Москотово, а затем администрация сельсовета, стала расположена в деревне Брякуново.
С принятием закона от 6 июля 1991 года «О местном самоуправлении в РСФСР» была образована Администрация Тарасовского (Брякуновского) сельсовета (Тарасовская (Брякуновская) сельская администрация), затем Указом Президента РФ № 1617 от 9 октября 1993 года «О реформе представительных органов власти и органов местного самоуправления в Российской Федерации» деятельность Тарасовского (Брякуновского) сельского Совета была досрочно прекращена, а его полномочия переданы Администрации Тарасовского (Брякуновского) сельсовета. По результатам муниципальной реформы, с 2005 года деревня входит в состав муниципального образования — Богословское сельское поселение Пестовского муниципального района (местное самоуправление), по административно-территориальному устройству подчинена администрации Богословского сельского поселения Пестовского района. Богословское сельское поселение с административным центром в деревне Богослово было создано путём объединения территории трёх сельских администраций: Богословской, Абросовской, Брякуновской. В 2012 году Новгородская областная дума (постановлением № 50-5 ОД от 25.01.2012) постановила уведомить Правительство Российской Федерации об упразднении в числе прочих Тарасовского сельсовета Пестовского района.

## Население
| 2009 | 2010 |
| ---- | ---- |
| 23   | ↘16  |